# Partecipanti al Giro di Vallonia 2024
Elenco dei partecipanti al Giro di Vallonia 2024.
Il Giro di Vallonia 2024 è stato la cinquantunesima edizione della corsa. Alla competizione presero parte 18 squadre: 9 con licenza UCI World Tour 2024 7 UCI ProTeam e 2 UCI Continental Team.
Partenza con 120 ciclisti accreditati.

## Corridori per squadra
Nota: R ritirato, NP non partito, FT fuori tempo, SQ squalificato
| Alpecin-Deceuninck              | Alpecin-Deceuninck              | Alpecin-Deceuninck              | Arkéa-B&B Hotels    | Arkéa-B&B Hotels    | Arkéa-B&B Hotels    | Red Bull-Bora-Hansgrohe | Red Bull-Bora-Hansgrohe | Red Bull-Bora-Hansgrohe |
| ------------------------------- | ------------------------------- | ------------------------------- | ------------------- | ------------------- | ------------------- | ----------------------- | ----------------------- | ----------------------- |
| N°                              | Ciclista                        | Clas.                           | N°                  | Ciclista            | Clas.               | N°                      | Ciclista                | Clas.                   |
| 1                               | Tobias Bayer                    | 57°                             | 11                  | Florian Sénéchal    | 62°                 | 21                      | Emil Herzog             | 54°                     |
| 2                               | Lars Boven                      | R 5ª                            | 12                  | Louis Barré         | 12°                 | 22                      | Jordi Meeus             | 67°                     |
| 3                               | Michael Gogl                    | 44°                             | 13                  | Laurens Huys        | 21°                 | 24                      | Frederik Wandahl        | 5°                      |
| 4                               | Jimmy Janssens                  | 32°                             | 14                  | Matis Louvel        | 60°                 | 25                      | Filip Maciejuk          | 74°                     |
| 5                               | Timo Kielich                    | 58°                             | 15                  | Alan Riou           | 99°                 | 26                      | Jonas Koch              | 87°                     |
| 6                               | Stan Van Tricht                 | 75°                             | 16                  | Clément Venturini   | 20°                 |                         |                         |                         |
| 7                               | Tibor Del Grosso                | 28°                             | 17                  | Miles Scotson       | 86°                 |                         |                         |                         |
| Decathlon AG2R La Mondiale Team | Decathlon AG2R La Mondiale Team | Decathlon AG2R La Mondiale Team | Groupama-FDJ        | Groupama-FDJ        | Groupama-FDJ        | Intermarché-Wanty       | Intermarché-Wanty       | Intermarché-Wanty       |
| N°                              | Ciclista                        | Clas.                           | N°                  | Ciclista            | Clas.               | N°                      | Ciclista                | Clas.                   |
| 31                              | Benoît Cosnefroy                | 35°                             | 41                  | Lewis Askey         | 49°                 | 51                      | Lilian Calmejane        | 38°                     |
| 32                              | Dries De Bondt                  | 85°                             | 42                  | Cyril Barthe        | 81°                 | 52                      | Rune Herregodts         | 31°                     |
| 33                              | Stan Dewulf                     | 4°                              | 43                  | Thibaud Gruel       | 53°                 | 53                      | Gerben Kuypers          | 42°                     |
| 34                              | Pierre Gautherat                | 45°                             | 44                  | Matthew Walls       | 88°                 | 54                      | Madis Mihkels           | 63°                     |
| 35                              | Jordan Labrosse                 | R 5ª                            | 45                  | Paul Penhoët        | 39°                 | 55                      | Dion Smith              | 29°                     |
| 36                              | Gianluca Pollefliet             | 84°                             | 46                  | Rudy Molard         | 9°                  | 56                      | Lorenzo Rota            | 24°                     |
| 37                              | Baptiste Veistroffer            | 90°                             | 47                  | Samuel Watson       | 19°                 | 57                      | Baptiste Planckaert     | 94°                     |
| Lidl-Trek                       | Lidl-Trek                       | Lidl-Trek                       | Movistar Team       | Movistar Team       | Movistar Team       | Team Visma-Lease a Bike | Team Visma-Lease a Bike | Team Visma-Lease a Bike |
| N°                              | Ciclista                        | Clas.                           | N°                  | Ciclista            | Clas.               | N°                      | Ciclista                | Clas.                   |
| 61                              | Dario Cataldo                   | 89°                             | 71                  | Jon Barrenetxea     | 17°                 | 81                      | Julien Vermote          | 48°                     |
| 62                              | Juan Pedro López                | 16°                             | 72                  | Carlos Canal        | 7°                  | 82                      | Loe van Belle           | R 1ª                    |
| 63                              | Cole Kessler                    | 91°                             | 73                  | Iván García Cortina | 46°                 | 83                      | Per Strand Hagenes      | 11°                     |
| 64                              | Natnael Tesfatsion              | 8°                              | 74                  | Johan Jacobs        | 73°                 | 84                      | Mick van Dijke          | 22°                     |
| 65                              | Otto Vergaerde                  | 71°                             | 75                  | Gonzalo Serrano     | 51°                 | 87                      | Jesse Kramer            | 61°                     |
| 66                              | Alex Kirsch                     | 3°                              | 76                  | Lorenzo Milesi      | 64°                 |                         |                         |                         |
| 67                              | Martin Pedersen                 | 100°                            |                     |                     |                     |                         |                         |                         |
| Bingoal WB                      | Bingoal WB                      | Bingoal WB                      | Israel-Premier Tech | Israel-Premier Tech | Israel-Premier Tech | Lotto Dstny             | Lotto Dstny             | Lotto Dstny             |
| N°                              | Ciclista                        | Clas.                           | N°                  | Ciclista            | Clas.               | N°                      | Ciclista                | Clas.                   |
| 91                              | Cériel Desal                    | 83°                             | 101                 | Simon Clarke        | 6°                  | 111                     | Andreas Kron            | 37°                     |
| 92                              | Floris De Tier                  | 34°                             | 102                 | Oded Kogut          | 96°                 | 112                     | Pascal Eenkhoorn        | 15°                     |
| 93                              | Louka Matthys                   | R 4ª                            | 103                 | Riley Pickrell      | 101°                | 113                     | Jasper De Buyst         | NP2ª                    |
| 94                              | Johan Meens                     | 18°                             | 104                 | Nick Schultz        | 33°                 | 114                     | Alec Segaert            | 14°                     |
| 95                              | Michiel Lambrecht               | 55°                             | 105                 | Michael Schwarzmann | 80°                 | 115                     | Liam Slock              | 65°                     |
| 96                              | Luca Van Boven                  | 23°                             | 106                 | Corbin Strong       | 2°                  | 116                     | Jarne Van de Paar       | R 1ª                    |
| 97                              | Kenneth Van Rooy                | R 2ª                            | 107                 | Dylan Teuns         | 10°                 | 117                     | Florian Vermeersch      | 43°                     |
| Team Flanders-Baloise           | Team Flanders-Baloise           | Team Flanders-Baloise           | TotalEnergies       | TotalEnergies       | TotalEnergies       | Tudor Pro Cycling Team  | Tudor Pro Cycling Team  | Tudor Pro Cycling Team  |
| N°                              | Ciclista                        | Clas.                           | N°                  | Ciclista            | Clas.               | N°                      | Ciclista                | Clas.                   |
| 121                             | Arno Claeys                     | R 2ª                            | 131                 | Thomas Bonnet       | 70°                 | 141                     | Tom Bohli               | 92°                     |
| 122                             | Alex Colman                     | 25°                             | 132                 | Fabien Doubey       | 26°                 | 142                     | Alberto Dainese         | 82°                     |
| 123                             | Gilles De Wilde                 | 72°                             | 133                 | Émilien Jeannière   | 41°                 | 143                     | Jacob Eriksson          | R 5ª                    |
| 124                             | Jules Hesters                   | 79°                             | 134                 | Lorrenzo Manzin     | 69°                 | 144                     | Lucas Eriksson          | 59°                     |
| 125                             | Yentl Vandevelde                | 76°                             | 135                 | Julien Simon        | 56°                 | 145                     | Arthur Kluckers         | R 5ª                    |
| 126                             | Ward Vanhoof                    | 27°                             | 136                 | Geoffrey Soupe      | 95°                 | 146                     | Marius Mayrhofer        | R 5ª                    |
| 127                             | Victor Vercouillie              | 98°                             | 137                 | Dries Van Gestel    | 78°                 | 147                     | Matteo Trentin          | 1°                      |
| Uno-X Mobility                  | Uno-X Mobility                  | Uno-X Mobility                  | Baloise Trek Lions  | Baloise Trek Lions  | Baloise Trek Lions  | Pauwels Sauzen-Bingoal  | Pauwels Sauzen-Bingoal  | Pauwels Sauzen-Bingoal  |
| N°                              | Ciclista                        | Clas.                           | N°                  | Ciclista            | Clas.               | N°                      | Ciclista                | Clas.                   |
| 151                             | Fredrik Dversnes                | 13°                             | 161                 | Lars van der Haar   | 77°                 | 171                     | Eli Iserbyt             | 50°                     |
| 152                             | Markus Hoelgaard                | 30°                             | 162                 | David Haverdings    | 68°                 | 172                     | M. Vanthourenhout       | 40°                     |
| 153                             | William Blume Levy              | 97°                             | 163                 | Pim Ronhaar         | 36°                 | 173                     | Kay De Bruyckere        | NP2ª                    |
| 154                             | Jonas Hvideberg                 | 66°                             | 164                 | Ward Huybs          | R 4ª                | 174                     | Kenay De Moyer          | R 3ª                    |
| 155                             | Sakarias Koller Løland          | 47°                             | 165                 | Olivier Godfroid    | R 5ª                | 175                     | Wies Nuyens             | R 3ª                    |
| 156                             | Anders Skaarseth                | 52°                             | 166                 | Maarten Verheyen    | R 4ª                | 177                     | Yorben Lauryssen        | 93°                     |
| 157                             | Erik Resell                     | R 3ª                            | 167                 | Dietmar Ledegen     | SQ3ª                |                         |                         |                         |